# Буайё-Сен-Жером
Буайё-Сен-Жеро́м (фр. Boyeux-Saint-Jérôme) — коммуна во Франции, находится в регионе Рона — Альпы. Департамент — Эн. Входит в состав кантона Понсен. Округ коммуны — Нантюа.
Код INSEE коммуны — 01056.

## География
Коммуна расположена приблизительно в 400 км к юго-востоку от Парижа, в 60 км северо-восточнее Лиона, в 27 км к юго-востоку от Бурк-ан-Бреса.

## Климат
Климат полуконтинентальный с холодной зимой и тёплым летом. Дожди бывают нечасто, в основном летом.

## История
Первое упоминание о деревне относится к XII веку.

## Население
Население коммуны на 2010 год составляло 321 человек.
| 1962 | 1968 | 1975 | 1982 | 1990 | 1999 | 2010 |
| ---- | ---- | ---- | ---- | ---- | ---- | ---- |
| 271  | 225  | 212  | 254  | 241  | 277  | 321  |

## Администрация
| Период | Период | Фамилия             | Партия       | Примечания                       |
| ------ | ------ | ------------------- | ------------ | -------------------------------- |
| 1919   | 1945   | Мариус Эжен Женен   |              | член генерального совета округа  |
| 1945   | 1983   | Рене Шиффле         |              |                                  |
| 1983   | 1989   | Морис Дежон         |              |                                  |
| 1989   | 2001   | Кристиан Дежон      |              |                                  |
| 2001   | 2020   | Мари-Кристин Шапель | беспартийная | вице-президент сообщества коммун |

## Экономика
В 2010 году среди 191 человека трудоспособного возраста (15—64 лет) 148 были экономически активными, 43 — неактивными (показатель активности — 77,5 %, в 1999 году было 70,6 %). Из 148 активных жителей работали 132 человека (75 мужчин и 57 женщин), безработных было 16 (4 мужчины и 12 женщин). Среди 43 неактивных 7 человек были учениками или студентами, 24 — пенсионерами, 12 были неактивными по другим причинам.

## Достопримечательности
- Церковь (XIII век). Исторический памятник с 1926 года[4]
- Часовня Шатийон-де-Корнель. Исторический памятник с 1986 года[5]
- Руины замка Шатийон-де-Корнель

## Фотогалерея
- Буайё-Сен-Жером
- Карта коммуны